# ТВУ (група)
Вижте пояснителната страница за други значения на ТВУ.
ТВУ (също Т.В.У.) е българска музикална група в стил стрийт пънк / ой!. Основана е през есента на 2000 г. в София. През 2005 г. излиза сплит-диска „Sofia Streets“, в който бандата участва с пет парчета. Китаристът Светльо заминава за Швеция и групата се разпада. Последният им концерт се състои на 31 май 2007 г., на концерта Sofia Streets, на който свирят трите банди от едноименния сплит – C4, Switchstance и Т.В.У., както и специалните гости – THE LIVINGDEAD.

## Състав
- Антон – вокал (2000 – 2007)
- Светослав Светославов – китара (2000 – 2007)
- Павел Павлов – бас
- Виктор Колев – барабани (2000 – 2007)

## Дискография
Сплит
- 2005 – Sofia Streets[4]

Видео компилации
- 2005 – Панк оккупация 9 (AON Distribution)[4]